# Japan Open Tennis Championships 2000
Il Japan Open Tennis Championships 2000 è stato un torneo di tennis giocato sul cemento.
È stata la 28ª edizione dell'evento, che fa parte dell'International Series Gold nell'ambito dell'ATP Tour 2000 e della categoria Tier III nell'ambito del WTA Tour 2000. Si è giocato all'Ariake Coliseum di Tokyo, in Giappone, dal 9 al 15 ottobre 2000.

## Campioni

### Singolare maschile
Sjeng Schalken ha battuto in finale  Nicolás Lapentti con il punteggio di 6–4, 3–6, 6–1

### Singolare femminile
Julie Halard-Decugis ha battuto in finale  Amy Frazier con il punteggio di 5–7, 7–5, 6–4

### Doppio maschile
Mahesh Bhupathi /  Leander Paes hanno battuto in finale  Michael Hill /  Jeff Tarango con il punteggio di 6–4 6(1)–7 6–3

### Doppio femminile
Julie Halard-Decugis /  Corina Morariu hanno battuto in finale  Tina Križan /  Katarina Srebotnik con il punteggio di 6–1, 6–2